# John Levy
John Levy est un contrebassiste américain de jazz. Après quelques années à jouer dans différents groupes il devient l'agent de musiciens. C'est en particulier sa collaboration avec George Shearing qui le fait connaître.

## Biographie

### Jeunesse
La famille Levy s'installe à Chicago en 1918. John Levy y grandit et apprend à jouer du violon et du piano. Sa mère est sage-femme et infirmière tandis que son père est chauffeur dans une compagnie ferroviaire. Dans les années 1930, il opte pour la contrebasse et accompagne le trompettiste et violoniste Ray Nance. Le contrebassiste Milton Hinton l'accompagne à ses débuts pour lui apprendre les rudiments de cet instrument puis il travaille par lui-même jusqu'à être capable de produire au début des années 1940 un son puissant et sourd,.

### Carrière
Lorsqu'il arrive à New York pour la première fois en aout 1944, il débute véritablement sa carrière de contrebassiste en jouant plusieurs semaines avec le trio du violoniste Stuff Smith à l'Onyx Club,. Au cours des trois années suivantes, Levy accompagne de nombreux artistes notamment les saxophonistes Charlie Ventura et Don Byas ou les pianistes Erroll Garner et Billy Taylor.
En 1949, le musicien George Shearing l'entend au Birdland club et choisit de l'engager peu de temps après pour jouer dans son quintet. Participant ensuite à une tournée avec le groupe à travers les États-Unis, il en est également le responsable de tournée. Instrumentiste talentueux, capable de s'adapter facilement, il apporte au premier quintet de Shearing de la rigueur. Il joue au sein du quintet jusqu'en 1951 puis au printemps Shearing l'engage à temps plein en tant que manageur personnel. Il devient ainsi l'un des tout premiers manageur personnel afro-américain dans le domaine du jazz. John est remplacé à la contrebasse par Al McKibbon.
Il encadre par la suite de nombreux musiciens dont les chanteurs Joe Williams, Shirley Horn et Nancy Wilson ou encore le saxophoniste Cannonball Adderley ou les pianistes Ramsey Lewis et Herbie Hancock. Une profession qu'il exercera durant près de 50 ans.

## Récompenses
En 1997, John Levy est nommé au International Jazz Hall of Fame. En 2006, il reçoit un Jazz Master pour l'ensemble de sa carrière.

## Discographie sélective

### En sideman
| Enregistrement | Leader                          | Label         | Nom de l'album       |
| -------------- | ------------------------------- | ------------- | -------------------- |
| 1949           | Erroll Garner                   | Savoy Records | Penthouse Serenade   |
| 1955           | Erroll Garner                   | Savoy Records | Serenade to Laura    |
| 1956           | George Shearing, Red Norvo Trio | Savoy Records | Midnight on Cloud 69 |